# Уилсон, Донован
Донован Джуниор Уилсон (англ. Donovan Junior Wilson, 21 февраля 1995, Шривпорт, Луизиана) — профессиональный американский футболист, выступающий на позиции сэйфти в клубе НФЛ «Даллас Каубойс».

## Биография
Донован Уилсон родился 21 февраля 1995 года в Шривпорте. Там же он окончил старшую школу Вудлаун, играл за её футбольную команду. В выпускной год Уилсон стал лучшим игроком турнира по числу перехватов, был признан Игроком года в защите в Шривпорте. Первоначально после школы он намеревался поступить в университет Юты, но затем изменил своё решение и сделал выбор в пользу Техасского университета A&M.

### Любительская карьера
В чемпионате NCAA Уилсон дебютировал в сезоне 2014 года. Он принял участие в десяти играх. В стартовом составе команды впервые вышел в Либерти Боуле против «Западной Виргинии», в матче сделал девять захватов. В 2015 году он принял участие в тринадцати матчах, в большей их части действуя на месте никельбека. В игре с «Южной Каролиной» Уилсон сделал перехват с возвратом на 60 ярдов в зачётную зону. В сезоне 2016 года он сыграл в двенадцати матчах.
Сезон 2017 года он пропустил, получив травму ноги в первой игре регулярного чемпионата против УКЛА. Использовав возможность получить статус освобождённого игрока, Уилсон вернулся в состав команды в 2018 году. Он выходил в стартовом составе в одиннадцати играх и стал вторым в команде по количеству сделанных захватов. По итогам года он стал обладателем командной награды за лидерские качества.

#### Статистика выступлений в NCAA
| Сезон | Команда   | Игры | Захваты | Захваты | Захваты | Захваты | Захваты | Перехваты | Перехваты | Перехваты | Перехваты | Перехваты | Фамблы | Фамблы | Фамблы | Фамблы |
| Сезон | Команда   | Игры | Solo    | Ast     | Tot     | Loss    | Sk      | Int       | Yds       | Y/R       | TD        | PD        | FR     | Yds    | TD     | FF     |
| ----- | --------- | ---- | ------- | ------- | ------- | ------- | ------- | --------- | --------- | --------- | --------- | --------- | ------ | ------ | ------ | ------ |
| 2014  | Техас A&M | 10   | 9       | 1       | 10      | 2,0     | 0,0     | 0         | 0         | 0,0       | 0         | 0         | 0      | 0      | 0      | 0      |
| 2015  | Техас A&M | 13   | 36      | 27      | 63      | 8,5     | 2,0     | 5         | 76        | 15,2      | 1         | 3         | 2      | 0      | 0      | 3      |
| 2016  | Техас A&M | 12   | 37      | 22      | 59      | 5,5     | 1,0     | 1         | 0         | 0,0       | 0         | 2         | 0      | 0      | 0      | 0      |
| 2017  | Техас A&M | 1    | 0       | 0       | 0       | 0,0     | 0,0     | 0         | 0         | 0,0       | 0         | 0         | 0      | 0      | 0      | 0      |
| 2018  | Техас A&M | 12   | 37      | 30      | 67      | 5,5     | 2,0     | 2         | 0         | 0,0       | 0         | 2         | 0      | 0      | 0      | 1      |
| Всего | Всего     | 48   | 119     | 80      | 199     | 21,5    | 5,0     | 8         | 76        | 9,5       | 1         | 7         | 2      | 0      | 0      | 4      |

### Профессиональная карьера
На драфте НФЛ 2019 года Уилсон был выбран «Далласом» в шестом раунде под общим 213 номером. Оценивая игрока, обозреватель сайта Bleacher Report Мэтт Миллер отмечал его антропометрические данные, но указывал на нехватку атлетизма и ограниченный радиус его действий. Среди его достоинств Миллер называл лидерские качества, опыт игры на разных позициях и в разных схемах, хорошую работу с мячом, подвижность и быстроту для противодействия слот-ресиверам. К недостаткам он относил нехватку скорости, излишнюю агрессивность, перенесённую травму ноги.
Уилсон ярко выглядел во время предсезонных матчей «Далласа», но в регулярном чемпионате получал мало игрового времени. Он сыграл в одиннадцати матчах команды, большую часть времени выходя на поле в составе специальных команд.

#### Статистика выступлений в НФЛ

##### Регулярный чемпионат
| Сезон | Команда        | Игры | Захваты | Захваты | Захваты | Захваты | Захваты | Перехваты | Перехваты | Перехваты | Перехваты | Перехваты | Фамблы | Фамблы | Фамблы | Фамблы |
| Сезон | Команда        | Игры | Solo    | Ast     | Tot     | Loss    | Sk      | Int       | Yds       | Y/R       | TD        | PD        | FR     | Yds    | TD     | FF     |
| ----- | -------------- | ---- | ------- | ------- | ------- | ------- | ------- | --------- | --------- | --------- | --------- | --------- | ------ | ------ | ------ | ------ |
| 2019  | Даллас Каубойс | 11   | 1       | 1       | 2       | 0       | 0,0     | 0         | 0         | 0,0       | 0         | 0         | 0      | 0      | 0      | 0      |
| Всего | Всего          | 11   | 1       | 1       | 2       | 0       | 0,0     | 0         | 0         | 0,0       | 0         | 0         | 0      | 0      | 0      | 0      |